# Phyllocnistis exiguella
Phyllocnistis exiguella là một loài bướm đêm thuộc họ Gracillariidae, known from Java, Indonesia. Ấu trùng ăn Buchanania arborescens và Buchanania florida.